# Напуштени копови у Војводини
Напуштени копови су она земљишта, воде и околна сливна подручја на којима је дошло до вађења, обогаћивања или прераде руда и минерала. Процес регистровања свих познатих напуштених рудника на територији Војводине се врши уз помоћ њиховог тренутног стања као почетне тачке за чување података и за планирање ресурса за даљу санацију и рекултивацију. Модел напуштених рудника гео база укључује назив, геолокацију, административну припадност, величину, геолошку структуру, историју и стање рекултивације, спроведене мере за санација као и за рекултивација уз подршку мултимедијских записа (фотографија) за сваки напуштени рудник на територији Војводине, односно- софтверско решење које омогућава преглед, претраживање и класификацију напуштених рудника по приоритетима на основу дефинисаних критеријума. Прилоком креирања базе података посебну пажњу треба посветити функцијама за извештавањe којe омогућавају управљање одрживим развојом, животном средином и просторно планирање.
Проблеми који се јављају приликом развоја катастра напуштених рудника могу се схватити као важна функција савременог управљања минералним сировинама (што представља део ширег управљања природним ресурсима), управљања животном средином и управљања у оквиру државних органа.

## Подела напуштених рудника
Регистрација и праћење минералних сировина у различитим фазама њихове експлоатације и прераде представљају један свеобухватни савремени концепт управљања минералним сировинама у Србији. Следеће фазе обухватају:
- Минерални ресурси пре експлоатације;
- Минерални ресурси током експлоатације;
- Минералних сировина након експлоатације.

Напуштени рудници припадају трећој фази коју обележавају специфичне карактеристике које се односе на стручно знање из геологије и рударства, као и нa урбанистичко планирањe, просторно планирање, пољопривреду, хидрологију, екологију, безбедност и слично.
У случају напуштених рудника, могу се издвојити две различите групе, и то су:
- Напуштене руднике са преосталим резервама минералних сировина;
- Напуштене руднике са исцрпљеним резервама.

### Напуштене руднике са преосталим резервама минералних сировина
Напуштене руднике са преосталим резервама минералних сировина представљају предмет за анализу када постоји предузетнички и економски интерес за њихову реактивацију као и за процену преосталих резерви.

### Напуштене руднике са исцрпљеним резервама
. Рудници из ове групе се посматрају само као места за санацију и рекултивацију. Не посвећује се пажња томе којој групи припадају и у каквом су стању резерве, неопходно је је прикупити податке, као и извршити њихову систематизацију и приказивање у одговарајућим базама података. Разликујемо две подгрупе:
- Напуштене руднике са легалним лежиштима, за које постоје геолошки истраживачки пројекти, студије резерви и рударски пројекти;
- Напуштене руднике у којима се одвијала илегална експлоатација.

Са становишта управљања заштитом животне средине могу се разликовати две различите групе напуштених рудника, и то:
- Напуштене руднике у националним парковима или заштићеним подручјима;
- Напуштене руднике изван ових заштићених зона или подручја.

## Метод рада

### Искуства у свету
Развој базе података катастра напуштених рудника усклађен је са постојећим међународним и европским трендовима и стандардима (ИСО 19115 и ИСО 19119). Усвајањем Директиве ИНСПАЈР (енгл. INSPIRE) 2007/2 / ЕЦ  од стране Европског парламента и Савета Европе у земљама чланицама Европске уније, успостављена је инфраструктура за евиденцију просторних информација у циљу побољшања политике заштите животне средине, односно политика и акција које имају утицаја на животну средину. Акценат се ставља на интероперабилност у погледу доступности података који се односе на животну средину. Интероперабилност унутар ИНСПАЈР подразумева могућност комбиновања просторних података и веб услуга из различитих извора широм Еуропске уније на доследан начин без посебних људских или хардверских захтева, ослањајући се на ЕН ИСО 19115 и ЕН ИСО 19119.

#### Америчка мрежа за геознаност
Америчка мрежа за геознаност (енгл. U.S. Geoscience Information Network USGIN) представља федерални систем за размену информација који користи бесплатну технологију и који је способан за интеракцију са слично конфигурисаним мрежама и дељење података. Овај приступ нуди једно дугорочно решење за чување и дељење података без икаквог софтвера.
Америчка мрежа за геознаност открива, повезује и отвара податке о земљи. Тиме се бави тим стручњака који обезбеђују ту могућност чувања и дељења података.

#### Предности америчке мреже за геознаност
- Интероперабилни, федерални систем превазилази обавезне захтеве где ће подаци бити само отвореним, већ и ће бити и корисни;
- Демонстрирани резултати - Национални геофизички центар података (engl. National  Geophysical Data Center NGDC) је функционална мрежа за геотермалне ресурсе;
- Стручност у раду са националним, међународним и државним владама;
- Призната експертиза у мапирању, као и веб стандардима, протоколима и језику за геознаност (eнгл. OGC Geoscience Markup Language (GeoSciML));
- Квалитетан и брз сервисни тим који помаже од почетка до краја.

#### GeoMine (Геомајн)
Геомајн (енгл. The GeoMine (USA)) је интерактивна веб апликација заснована на мапирању угља у Сједињеним Државама. Обезбеђује најбоље доступне податке за експлоатацију површинског угља широм земље, спајајући податке из бројних извора. Апликација такође укључује придружене ауторитативне податке других савезних агенција и способна је придружити друге геопросторне податке које корисници могу захтевати. Ова апликација садржи недавне сателитске снимке и омогућава корисницима да преузимају геопросторне податке за употребу. Ова апликација подржава процесе доношења одлука везаних за активности експлоатације површинског угља побољшавајући доступност геопросторних података и побољшавајући разумевање појединих слојева података визуализацијом њихових географских односа. Мапа се ажурирају и подаци се стављају на располагање.
Геомајн је сарадња државне и савезне агенције која је започела у августу 2009. године са циљем развоја и примене интерактивне веб мапе која приказује и дели доступне податке о геопросторној експлоатацији угља.
Информације о експлоатацији површинског угља у Геомајну (од јула 2019):
- Алабама;
- Аљаска;
- Колорадо;
- Кроу Трајб;
- Хопи Трајб;
- Илиноис;
- Ajoва;
- Кентaки;
- Луизијана;
- Монтана;
- Навахо;
- Мексико;
- Северна Дакота;
- Тенеси;
- Јута;
- Вирџинија;
- Вашингтон;
- Западна Вирџинија;
- Виоминг.

Систем за попис напуштених рудника
Систем за попис напуштених рудника (енгл. Abandoned Mine Land Inventory System e-AMLIS ) укључује информације о напуштеним рудницима којима је потребна санација, и рудницима који су рекултивисани, то јест, тамо где је процес санација већ завршен.

### Искуства у Србији
Српски закон о рударству и геолошким истраживањима из 2011. године каже да ће „Министарство задржати посебан регистар докумената о напуштеним рудницима и рударским објектима, као и евиденције о санираним и рекултивисаним рудницима и рударским постројењима. " У катастру напуштених рудника уносе се подаци о положају и статусу тих рудника и рудничких објеката, подаци о спроведеним мерама за санацију и рекултивацију. У катастар поља рудног отпада уносе се следећи подаци: границе поља рударског отпада, носилац истраживања и / или експлоатације или привредни субјект који производи рударски отпад, карактеризација и категоризација одлагалишта рудног отпада на пољу рударског отпада, као и други подаци који се односе на управљање рудним отпадом.
Један од захтева за развој новог система било је његово интегрисање у постојећу ГИС апликацију односно геолошки информациони систем Србије (енгл. Geological Information System of Serbia). за управљање дозволама за истраживање и експлоатацију минерала- ресурса. ГеолИЕП представља основу за архивирање и ефикасно руковање вектором, растерима и поседује повезани тематски алфанумерички садржај на једном месту, као и ефикасно управљање и коришћење минерала- ресурса. Употреба ГеолИЕП-а омогућава смањење трошкова складиштења и архивирања података и пружа приступачност података за шири круг корисника. Систем се имплементира у оквиру технологије географског информационог система (eнгл. geographic information system ArcGIS) .Такође подржава дистрибуирани приступ корисника за манипулацију просторним алфанумеричким подацима, издавање дозвола, визуализацију просторних података, израду катастра истраживачких и експлоатационих подручја, извоз података, као и веб претраживање и визуализацију.

#### Гео база података
Гео база података (енгл. Geodatabase) представља скуп географских података различитих типова који се налазе у заједничком систему, Мајкрософт аксес-у (енгл. Microsoft Access), односно бази података.
Гео базе долазе у многим величинама, имају различит број корисника и могу варирати од малих, једнокорисничких база података уграђених у датотеке до већих радних група, одељења и гео база података којима приступају многи корисници.
Гео база података је изворна структура података за географски информациони систем. Географски информациони систем ради са географским подацима у бројним форматима, и дизајниран је за рад и коришћење базе података и представља физичку похрану географских информација, првенствено помоћу водич система за управљање базама података (eнгл. Database Management System Tutorial).
Гео база података има свеобухватан модел информација за представљање и управљање географским подацима. Овај свеобухватни модел информација имплементиран је у облику низа табела које садрже класе карактеристика, скупове растерских података и атрибуте. Поред тога, напредни ГИС објекти додају ГИС понашање и правила за управљање просторним интегритетом. Логика софтвера базе геодетских података пружа уобичајену логику апликације која се користи за приступ и рад са свим географским подацима у различитим датотекама и форматима. Подржава рад са базом података, а укључује и рад са рачунарским датотекама за цртање (енгл. AutoCAD computer-aided design), неправилним мрежама (eнгл.Triangulated irregular network), сликама, датотекама географског означавања (engl. Generalized Markup Language) и бројним другим ГИС подацима извори.

## Систем имплеметације

### Веб мапирање
Веб мапирање (енгл.Web GIS) је врста дистрибуираног информационог система, који се састоји од сервера и клијента, при чему је сервер ГИС сервер, а клијент је веб прегледач, десктоп апликација или апликација за мобилне уређаје. У свом најједноставнијем облику, веб ГИС може се дефинисати као сваки ГИС који користи веб технологију за комуникацију између сервера и клијента.
Неколико кључних елемената који су од великог значаја за веб ГИС:
- Сервер има УРЛ адресу тако да га клијенти могу пронаћи;
- Клијент се ослања на ХТТП - мрежни протокол, (енгл. HyperText Transfer Protocol) спецификације за слање захтева на сервер;
- Сервер обавља тражене ГИС операције и шаље одговоре клијенту путем ХТТП-а;
- Одговор који се шаље клијенту може бити у многим форматима, као што су ХТМЛ, бинарна слика, КСМЛ (енгл. Kafka Streams Markup Language) или ЈСОН (engl. JavaScript Object Notation).

#### Предност веб ГИС-а
Уз помоћ интернета можемо приступити информацијама без обзира на то колико су сервер и клијент међусобно удаљени. Веб ГИС садржи различите предности у односу на традиционални ГИС, укључујући следеће:
- Глобални домет: Као корисник овог система можете свету представити веб ГИС апликацију, а свет му може приступити са својих рачунара или мобилних уређаја. Глобална природа веб ГИС-а наслеђена је од ХТТП-а који је широко подржан.
- Велики број корисника: Традиционални ГИС користи само један корисник истовремено, док веб ГИС истовремено могу користити  више односно, десетине или стотине корисника. Из тог разлога, веб ГИС захтева много веће перформансе од традиционалног ГИС-а.
- Боља способност на више платформи: Већина ГИС клијената су веб прегледачи: Интернет експлорер (енгл.Internet Explorer), Мозила Фајрфокс (енгл.Mozilla firefox), Сафари (енгл. Аpple safari), Гугл (енгл. Google), Хром (енгл. Chrome) и тако даље. Познајући да су ови веб прегледачи углавном у складу са ХТМЛ-ом и ЈаваСкрипт стандардима, веб ГИС који се  ослања на ХТМЛ клијенте обично подржава различите оперативне системе као што су на пример: Мајкрософт Виндовс (енгл. Microsoft Windows), Линукс (енгл. Linux) и Епл Мек ОС(енгл. Apple sell Mac OS).
- Ниски трошкови по броју корисника: Један велики део интернет садржаја је бесплатан крајњим корисницима, а то се односи и на веб ГИС. Организације које омогуће ГИС својим корисницима такође могу смањити своје трошкове путем веб ГИС-а. Oвај јединствени систем могу да делe многи корисници било да је од куће, са послу или на терену.
- Једноставан и лак за употребу: Десктоп ГИС намењен је искњућиво професионалним корисницима који имају месечну обуку као и одговарајуће искуство у ГИС-у. Веб ГИС намењен је такође и широј публици, обухватајући јавне кориснике који можда ништа не знају о ГИС-у. Очекују се да веб ГИС буде једноставан за маневрисање и коришћење. Веб ГИС је обично дизајниран да буде једноставан и практичан, што га чини обично много лакшим за употребу од десктоп ГИС-а.
- Обједињене исправке: За веб ГИС, једно ажурирање ради за све клијенте. Ова  једноставност одржавања пружа веб ГИС-у добру репутацију када је у питању пружање информација корисницима.
- Различите апликације: За разлику од традиционалног ГИС-а, који је ограничен на одређени број ГИС професионалаца, веб ГИС могу користити сви у предузећу, као и јавност уопште. Ова широка публика има разноврсне захтеве које ова апликација може испунити. Апликације попут мапирања домова славних, означавања личних фотографија, лоцирања пријатеља и приказивања Ви-Фи жаришта само су неки од многих тренутних примера веб ГИС-а за које потенцијално могу бити заинтересовани корисници.

Ове карактеристике откривају и предности и изазове са којима се суочава веб ГИС. На пример, природа веб ГИС-а који се лако користи подстиче учешће јавности, али и подсећа да узмете у обзир кориснике интернета који немају позадину ГИС-а. Супротно томе, подршка великом броју корисника захтева да веб ГИС буде скалабилан.

## Резултати
Пројектне активности у оквиру израде катастра напуштених рудника у Војводини и пратеће ВебГИС апликације су сложене и мултидисциплинарне и укључују тим стручњака из геолошких, рударских, економских, еколошких, информатичких, математичких и других домена. Посебна пажња посвећује се обезбеђивању високог нивоа и квалитета пројектног рада, како у погледу квалитета садржаја, наиме података и информација, али и квалитета структуралних односа међу подацима, као и квалитета корисничког интерфејса који омогућава лако и једноставно претраживање и приказавање структурираних податка.
Развој софтверског решења је у складу са препорукама везаним за инфраструктуру просторних података, која имплементира оквир географских података, метаподатака, корисника и алата који су интерактивно повезани како би се просторни подаци користили на ефикасан и флексибилан начин.

## Подаци

### Подаци заинтересованих страна
Управљање подацима је корисничко и укључује разне врсте филтрирања и избора са флексибилним излазним форматом и прегледом. Сви доступни и релевантни подаци се чувају у бази података, као што је, формални назив компаније у Агенцији за привредне регистре Србије (АПР), уобичајени назив компаније, локација, контакт особа, адресе, телефони, имејлови, УРЛ веб локације, општина и административна област, порески идентификациони број итд. Контрола домена за одређене податке заснива се на заједничком вокабулару, интегрисаном у базу података и апликацију. Сви подаци који се односе на једну компанију, као што су дозволе, евиденција обиласка терена, мултимедија, описано и обрисано подручје, подаци на даљинско снимање, могу се пронаћи и приказати, како на мапи, тако и у облику веб странице и извештаја.

### Подаци о дозволи експлоатације
Регистар налазишта и објеката садржи неке од следећих податка који се односе на дозволе за експлоатацију: назив, град, општина, жупанија, адреса, локација, а тип се бира са унапред дефинисане листе термина: површински коп, подземни рудник, обрада, радионица за одржавање итд. Све дозволе које постоје и пратећа документација у овом подручју могу се приложити, с површином (полигоном) која означава одобрено експлоатационо подручје или подручје за које је поднесен захтев за рекламацију. Иако су подаци у оквиру целог пројекта аутоматски израчунати кад год је то могуће, додатни подаци, попут удаљености до најближег града, одобреног подручја или локалне воде примаоца могу се по жељи уносити ручно.
Вредности поља за врсту минералног ресурса су под надзором, тако да корисник може одабрати само с листе унапред дефинисаних вредности. Исто важи за статус који може бити: активан, напуштен, непознат, привремена обустава рада, трајна обустава рада.

### Подаци о напуштеним рудничким отпадима
Администрација напуштених рудника укључује унос сљедећих података: опште информације, информације о својствима рудника, фотографија рудника и, ако постоје, координате рудника.

## Извештај и анализа података
У оквиру система извештавања доступни су следећи извештаји:
- Извештаји који дају податке о појединим напуштеним рудницима (општи подаци, својства, регистар, власник права, координате, процене);
- Регистар напуштених рудника по општинама (град, локалитет, катастарска парцела, власник права, процене );
- Извештаји о напуштеним рудницима са проценама и вредностима критеријума на основу којих су вршене процене;
- Извештаји о рангирању напуштених рудника са проценама;
- Списак привредних организација и њихови регистри.

Корисник може изабрати да одштампа записе о свим напуштеним рударским објектима у општини или округу, или да одабере један запис о напуштеном објекту. Доступне су и статистике рударских објеката и разни резултати даљинског снимања према врсти имовине, окрузима, општинама, минералним сировинама или методом регистрације и слично.
Поред опште статистике везано за полигоне добијене даљинским испитивањем и класификоване према типу имовине, окрузима и општинама, аналитички део извештаја о апликацији нуди и податке о употреби: пријаве, унос података и аналитику извоза.
Систем за пријављивање проблема у раду система и преглед често постављаних питања:
- Метода  класификације напуштених рудник
- Процес  аналитичке хијерархије

Метода аналитичке хијерархије сматра се једном од најчешће коришћених метода за доношење одлука са више критеријума. Метода процеса аналитичке хијерархије уобичајено се користи у анализи одлучивања и самог одлучивања када се решавају сложени проблеми који обухватају циљеве, критеријуме, подкритеријуме и алтернативе. Метод је осмишњен 1970-их.